# Latschauwerk

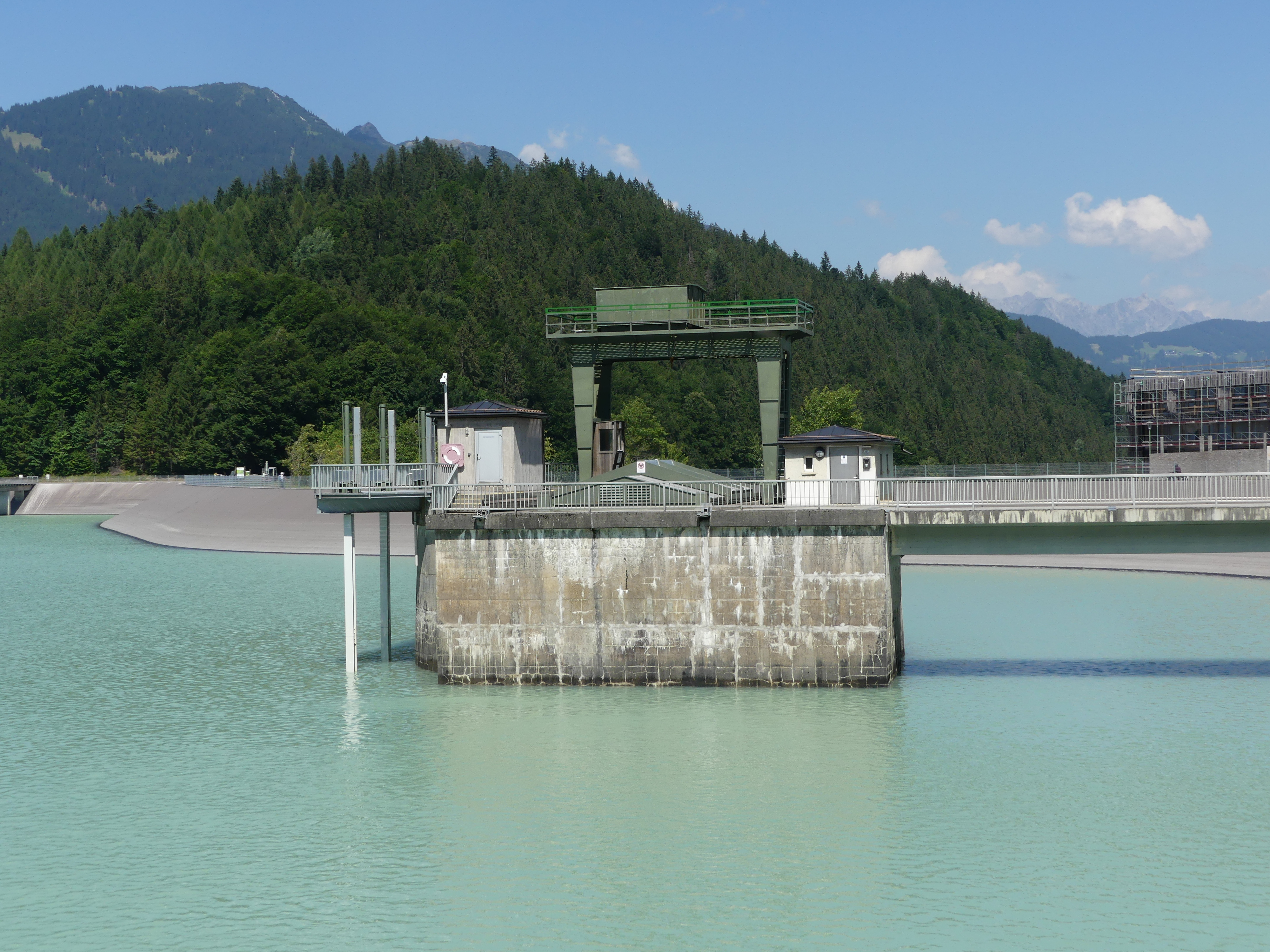
Der über der Wasseroberfläche sichtbare Teil des Latschauwerks

Das Wasserkraftwerk Latschauwerk ist eines der zahlreichen Kraftwerke der illwerke vkw AG im österreichischen Vorarlberg.

## Latschauwerk
Das Zwischenkraftwerk Latschauwerk liegt im Staubecken Latschau. Eine Brücke, die auch die Energieabtransportkabel und die Versorgungsleitungen enthält, verbindet es mit dem Ufer.
Das Latschauwerk nutzt die Fallhöhe zwischen dem Ende des Freispiegelstollens in Latschau und dem jeweiligen Wasserspiegel im Staubecken Latschau.

### Leistung und Energie
- Engpassleistung: 9 MW
- Regelarbeitsvermögen: 22 GWh

### Technische Daten
Turmkrafthaus im Staubecken Latschau mit zwei vertikalachsigen Maschinengruppen, bestehend aus je einer Kaplan-Turbine und einem Generator
- Nennleistung je Turbine 4,3 MW
- Durchfluss je Turbine 20 m³/s
- Rohfallhöhe 28 m
- Drehzahl 300 min−1
- Nennleistung je Generator 5 MVA
- Generator-Nennspannung 6 kV
- Zwei Blocktransformatoren 6/20 kV mit den Maschinensätzen (diese Transformatoren befinden sich im Lünerseewerk und sind in die dortige 20-kV-Anlage eingebunden)